# (18024) Dobson
(18024) Dobson és un asteroide que va ser descobert el 20 de maig de 1999 per James M. Roe a Oaxaca. Es va batejar amb el nom de John Dobson que va simplificar el disseny de la muntura de telescopis revolucionant l'astronomia amateur.